# Milan Bojović
Milan Bojović, cyr. Mилан Бojoвић (ur. 13 kwietnia 1987 w Čačaku) – serbski piłkarz występujący na pozycji napastnika. Od 2018 jest zawodnikiem Żetysu Tałdykorgan.

## Kariera
W latach 2004–2005 grał w klubie z okolic Loznicy, Radnički Stobex. Potem w sezonie 2005/2006 reprezentował barwy klubu FK Srem Sremska Mitrovica. W 2006 roku przeszedł do satelickiego klubu Partizana Belgrad, FK Teleoptik. Rok później odszedł do FK Čukarički Stankom, w którym występował w sezonach 2007/08 oraz 2008/2009. W 2009 roku stał się piłkarzem FK Jagodina. Dwa lata później został zawodnikiem Vojvodiny Nowy Sad. Następnie grał w Panetolikosie, Bnei Sachnin i Larisie. W 2016 przeszedł do Mladost Lučani.